# Abu'l-Aswar Shavur ibn Fadl
Abu'l-Asvar Shavur ibn Fadl ibn Muhammad ibn Shaddad o semplicemente Abu'l-Aswar (Ganja, ... – 19 novembre 1067) fu un membro della dinastia shaddadide che, tra il 1049 e il 1067, rivestì il ruolo di signore di Arran e di Ganja.
In precedenza, dal 1022 esercitò il dominio come signore autonomo nella città di Dvin (nell'attuale Armenia e nel nord-est della Turchia). Abile guerriero e governante saggio e astuto, Abu'l-Aswar fu coinvolto in numerosi conflitti con la maggior parte dei suoi vicini.
Durante il suo governo su Dvin, si occupò soprattutto sugli eventi in corso nei suoi principati dell'Armenia. Collaborò con l'impero bizantino nella conquista degli ultimi territori ancora in mano ai Bagratidi in Armenia nel 1045, ma quando i bizantini gli si rivoltarono contro, seppe respingere con successo tre offensive romee condotte contro Ganja. Nel 1049, una rivolta avvenuta in quest'ultima città portò alla destituzione del suo pronipote neonato, Anushirvan. I ribelli lo sollecitorono a riprendere il controllo dell'emirato legato alla sua famiglia ed egli si trasferì da Dvin a Ganja. Sotto il suo governo, la dinastia shaddadide raggiunse il suo apice. Intraprese campagne vittoriose in Georgia e nello Shirvan, anche se i suoi confini settentrionali risultarono sempre precari per via della mancata conquista dell'emirato di Tbilisi e dalle devastanti incursioni condotte dagli Alani. Al contempo, la sua parentesi al potere coincise con la rapida ascesa dell'impero selgiuchide, il quale si avvicinò rapidamente alla Transcaucasia. 
Attaccato, Abu'l-Aswar decise infine di divenire un vassallo selgiuchide nel 1054-1055. Anche se nel 1065 ottenne il controllo dell'antica capitale armena di Ani grazie al sostegno selgiuchide, tale sviluppo spianò la strada al declino della dinastia dopo la sua morte, avvenuta nel novembre 1067.

## Nome
Il nome di Abu'l-Aswar Shavur rappresenta un ibrido arabo-persiano: "Shavur" corrisponde a una versione lievemente differente dell'antico nome persiano "Shapur" (italianizzato in "Sapore"), mentre il suo kunya comprende la forma arabizzata del nome iranico (forse daylamita) "Asvar" (connesso a savar, "cavaliere, cavaliere").

## Biografia

### Origini
La principale fonte storica relativa agli Shaddadidi risulta l'opera dello storico ottomano Münejjim Bashi (morto nel 1702). Münejjim Bashi considerava la famiglia di origine curda, una ricostruzione questa ampiamente accettata dagli studiosi moderni. Il capostipite della famiglia, Muhammad ibn Shaddad, si impadronì per breve tempo del possesso di Dvin poco dopo il 950. La famiglia si trasferì poi a Ganja, la più grande città musulmana sita nell'Arran, che fu conquistata dai figli di Muhammad Lashkari (I), Marzuban e al-Fadl (I) nel 970 circa. I fratelli governarono in seguito la città in veste di emiri. Abu'l-Aswar Shavur era il secondogenito del più giovane dei tre fratelli e quarto sovrano shaddadide, al-Fadl. Durante il suo lungo regno, durato dal 985 al 1031, al-Fadl espanse il dominio della famiglia su gran parte dell'Arran e su parti dell'Armenia, impossessandosi del Syunik. Ad al-Fadl succedette in qualità di emiro a Ganja il figlio maggiore, Musa (regnante dal 1031 al 1034), a sua volta assassinato dal figlio Abu'l-Hasan Lashkari (II) (r. 1034-1049).

### Signore di Dvin (1022-1049)

La regione del Caucaso nel 1060 circa

Münejjim Bashi riferisce che Abu'l-Aswar, morto nel 1067, aveva esercitato la sua autorità su Ganja e ancor prima «su altri territori» per quarantasei anni. Con quest'ultima indefinita espressione lo storico intendeva  chiaramente menzionare il suo dominio su Dvin, come accertato da altre fonti, il che significa che divenne sovrano della città nel 1022 circa. Pur facendo parte del regno armeno dei Bagratidi, la località era rimasta indifesa dopo la morte di Gagik I nel 1020 e la susseguente disputa dei suoi figli sull'eredità, subendo una devastante incursione daylamita nel 1021 che la isolò di fatto dal resto del territorio armeno. In seguito, pare la città cercò la protezione degli Shaddadidi e Abu'l-Aswar ne divenne suo signore. In tale insediamento si atteggiò a padrone praticamente indipendente rispetto al fratello e più tardi al nipote, a Ganja, concentrandosi più sull'Armenia che sull'Arran. Abu'l-Aswar vantava una salda connessione con le dinastie principesche armene, avendo sposato una sorella di Davide I Anhoghin, re di Tashir. A riprova di ciò, si pensi che il suo secondogenito, Ashot, portava addirittura un nome tipicamente armeno. Per via dell'attenzione esclusivamente riservata agli affari del suo dominio, Münejjim Bashi non cita mai Abu'l-Aswar fino a quando non acquisì Ganja nel 1049, centro di provenienza della sua famiglia. Per ciò che lo riguardò tra il 1022 e il 1049, le fonti principali sono legate a scritti realizzati da autori armeni o bizantini.
Abu'l-Aswar è menzionato per la prima volta in assoluto da Matteo di Edessa nel 1040, quando il nobile armeno Abirat, coinvolto nella disputa tra i figli di Gagik I Ashot IV e Hovhannes-Smbat, giunse a Dvin. Temendo fosse insorto un conflitto, Abirat si recò con 12 000 cavalieri da Abu'l-Aswar e ne invocò la protezione. Quest'ultimo inizialmente accolse con cortesia Abirat e gli riservò un'alta carica, ma ben presto cominciò a diffidare di lui e lo fece uccidere, evento a seguito del quale il luogotenente di Abirat, Sare, partì alla volta di Ani con i sostenitori di Abirat. Nonostante il legame di parentela, più o meno nello stesso periodo Abu'l-Aswar attaccò Davide di Tashir. L'esercito shaddadide, che secondo Matteo di Edessa contava la sorprendente cifra di 150 000 uomini, conquistò gran parte di Tashir, ma Davide riuscì a mettere insieme un'ampia coalizione contro Abu'l-Aswar. Davide stesso schierò 10 000 truppe, Hovhannes-Smbat III di Ani ne inviò 3 000, il re di Kapan 2 000 e persino il re di Georgia ne spedì 4 000, mentre Davide si assicurò anche il sostegno pubblico della Chiesa dell'Albania caucasica. Questo compatto schieramento riuscì infine a surclassare Abu'l-Aswar e a scacciarlo da Tashir.
Ashot IV e Hovhannes-Smbat III morirono quasi contemporaneamente tra il 1040 e il 1041 e il figlio di Ashot, Gagik II (r. 1042-1045), succedette a entrambi e cominciò a consolidare la sua posizione. La principale minaccia per la sua autorità corrispondeva con l'impero bizantino, che per tutto l'inizio dell'XI secolo aveva invaso i principati armeni. Hovhannes-Smbat aveva persino lasciato il suo regno in eredità ai romei e, dopo la sua morte, l'imperatore Michele IV il Paflagone (r. 1034-1041) inviò delle truppe a conquistare Ani. Gagik riuscì a respingere l'attacco e le turbolenze politiche in corso a Costantinopoli gli fecero guadagnare un paio d'anni di tregua, ma nel 1042 salì al trono un nuovo sovrano, Costantino IX Monomaco (r. 1042-1055), deciso a cristallizzare le rivendicazioni bizantine in Armenia.

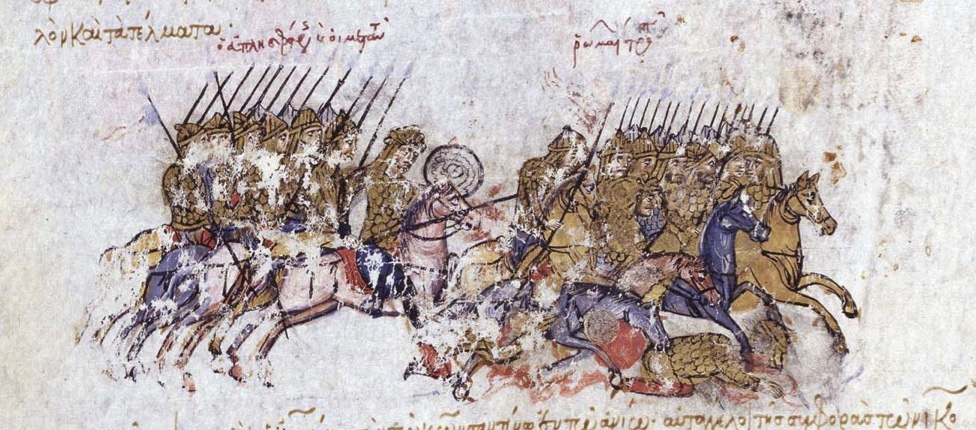
La sconfitta bizantina alle porte di Dvin, miniatura tratta dallo Scilitze di Madrid

A tal fine, contattò Abu'l-Aswar e lo invitò ad attaccare gli armeni dalle retrovie. Abu'l-Aswar accettò, in cambio di garanzie sul mantenimento delle sue conquiste, una richiesta questa attestata e garantita da una crisobolla imperiale. Di fronte a tale duplice assalto, Gagik fu costretto a recarsi a Costantinopoli, dove venne trattenuto come ostaggio, e Ani passò ai bizantini nel 1045. Nonostante le precedenti promesse, subito dopo aver espugnato Ani l'imperatore chiese ad Abu'l-Aswar di liberare le fortezze che aveva conquistato. Al rifiuto di quest'ultimo, un grande esercito guidato da Michele Iasite e dal magistros Costantino l'Alano, composto da numerosi elementi armeni, marciò contro l'obiettivo e diede inizio alla battaglia di Dvin. Abu'l-Aswar lasciò avvicinare il nemico, dopodiché aprì i canali di irrigazione e allagò la piana intorno alla città. Impantanati nel fango, gli assedianti furono facile preda degli arcieri shaddadidi, che inflissero ingenti perdite alle forze romee. Costantino IX decise di intervenire nominando Catacalo Cecaumeno e il parakoimomenos Costantino a capo dell'Armenia. Anziché attaccare Dvin, tuttavia, la neo-eletta amministrazione militare bizantina concentrò i suoi sforzi sul recupero delle fortezze prese da Abu'l-Aswar. Surmari, Amberd e Khor Virap caddero sotto i colpi dell'esercito bizantino nel giro di breve tempo, mentre Chelidonion (la moderna Erevan) capitolò solo nel settembre 1047, quando lo scoppio di una ribellione scatenata da Leone Tornicio costrinse le armate a ritirarsi a Costantinopoli. Fu siglato dunque in fretta un trattato di pace, ai sensi del quale Abu'l-Aswar accettò di non compiere incursioni in territorio bizantino e di riconoscere l'autorità dell'imperatore.
Quanto accaduto a Dvin pose fine all'avanzata bizantina in Armenia, contribuendo a preservare l'indipendenza dei piccoli regni armeni di Syunik, Tashir e di Khachen. Poco più tardi, l'equilibrio di potere regionale fu definitivamente alterato a seguito della battaglia di Kapetrou, ovvero la prima incursione su larga scala compiuta dai Turchi Selgiuchidi sotto la guida di Qutlumush e di İbrahim Yinal nell'Armenia bizantina nel 1048. Sebbene non possa escludere che gli Shaddadidi preferissero preservare buoni rapporti con i bizantini, non si può negare che forse tirarono un sospiro di sollievo quando Qutlumush attaccò le truppe bizantine a ridosso di Ganja nel 1046-1047. Poco dopo, alla fine del 1048 o all'inizio del 1049 (benché alcuni autori abbiano suggerito una data successiva, il 1050 circa, come A.F. Gfrörer e M.H. Yinanç) o addirittura tra il 1055 e il 1056 (E. Honigmann), i bizantini scagliarono un'altra offensiva contro Dvin sotto il rhaiktor Niceforo. Secondo lo storico bizantino contemporaneo Giovanni Scilitze, ciò avvenne perché Abu'l-Aswar («Aplesfare», come lo chiamavano i bizantini) aveva violato l'accordo precedente e compiuto razzie nelle terre nemiche. Il sovrano shaddadide rimase a Dvin, mentre i romei devastarono i suoi dintorni «fino al Ponte di Ferro e a Ganja», costringendo Abu'l-Aswar a rinnovare il suo precedente giuramento di sottomissione e a consegnare il pronipote Ardashir, figlio di Abu'l-Hasan Lashkari, a titolo di ostaggio.

### Emiro di Ganja (1049-1067)
Nel 1049 morì il nipote di Abu'l-Aswar, Lashkari, emiro di Ganja, dopo un travagliato regno durato un quindicennio. Gli successe il figlio neonato Anushirvan, ma il potere effettivo finì nelle mani del suo ciambellano (hajib), Abu Mansur. Dopo appena due mesi, un gruppo di anziani contrari alle politiche del nuovo regime depose Abu Mansur mentre si trovava a Şəmkir e chiese ad Abu'l-Aswar di insediarsi anche di Ganja. Abu'l-Aswar accettò e abbandonò Dvin, che era diventata troppo esposta ai bizantini. La città fu lasciata nelle mani di una serie di governatori fino al 1053, quando nominò suo figlio Abu Nasr Iskandar come sovrano della città e delle regioni circostanti. Il sovrano shaddadide mise prima ordine a Şəmkir e poi fece il suo ingresso a Ganja, prendendo possesso di «tutte le terre dell'Arran e delle sue fortezze».
In quella fase della sua vita, Abu'l-Aswar si era guadagnato una solida reputazione come sovrano e guerriero; il principe ziyaride Keikavus (r. 1050-1087), futuro autore di un noto specchio del principe, il Qabus nama, giunse persino a Ganja e trascorse diversi anni alla corte degli Shaddadidi per partecipare alla jihad contro i cristiani, dopo aver trascorso otto anni alla corte di Mahmud di Ghazna. Secondo Keikavus, il suo ospite era «un grande re, un uomo fermo e intelligente, [...] giusto, coraggioso, dall'abile parlantina, di fede pura e lungimirante». Un simile giudizio era condiviso dai bizantini, poiché Scilitze lo definisce «uno stratega abile come nessun altro, capace di vanificare le tattiche e le strategie dei nemici», mentre Münejjim Bashi scrive che dopo la sua presa di Ganja, «Abu'l-Aswar [...] riportò in auge il nome della dinastia dopo che si era quasi estinto. Divenne forte e la situazione dei sudditi e dell'esercito divenne ordinata».

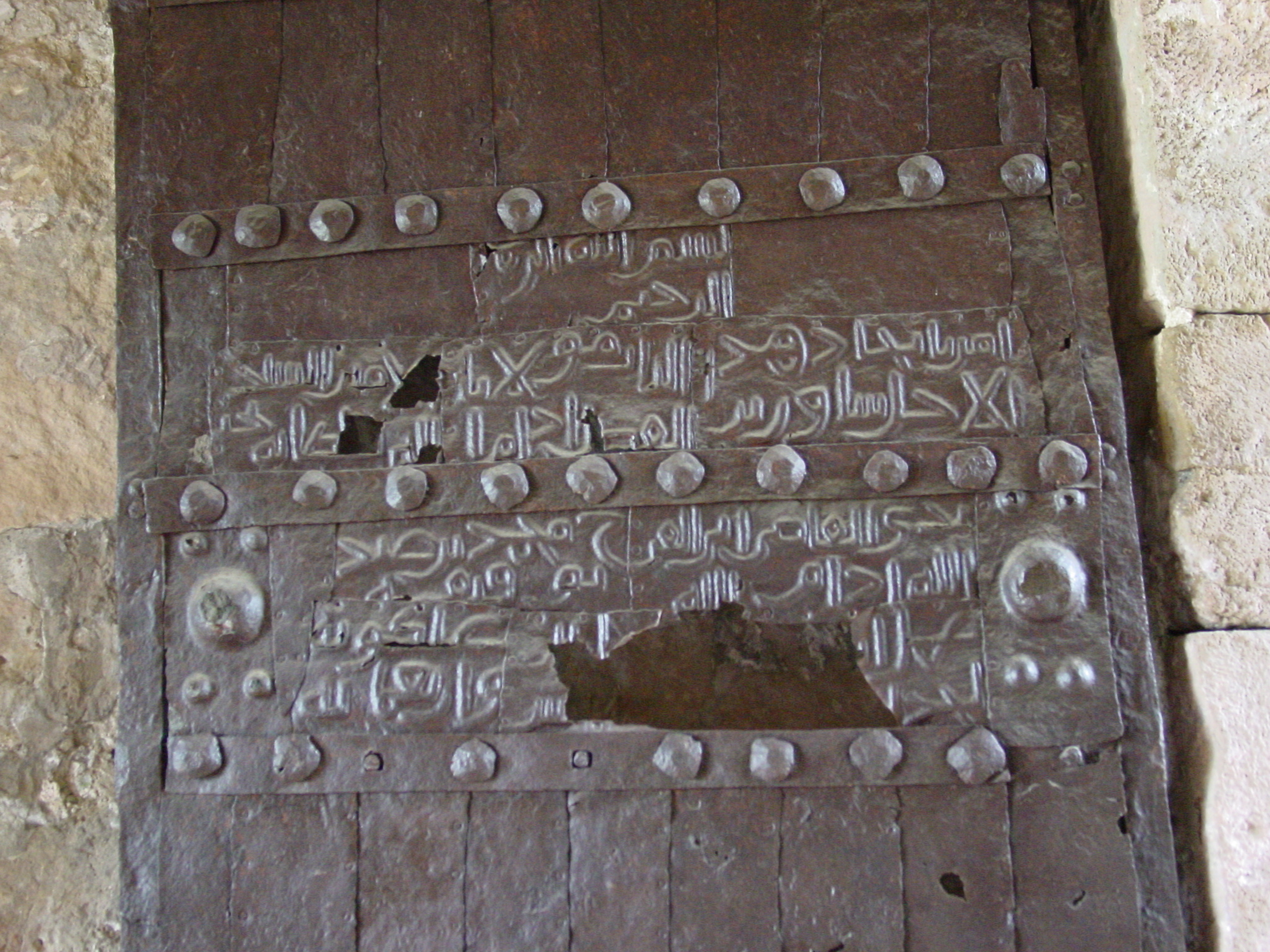
Le porte di Ganja, realizzate su ordine di Abu'l-Aswar nel 1062 e oggi custodite presso il monastero di Gelati, in Georgia

Secondo Münejjim Bashi, nel 1053 Abu'l-Aswar si impadronì della non meglio identificata fortezza georgiana di Bassora, rifortificandola e presidiandola con molti uomini. Nel 1054-1055, insieme a molti dei governanti vicini, divenne vassallo del sultano selgiuchide Toghrul Beg (r. 1037-1063), anche se, almeno inizialmente, l'impatto della sovranità selgiuchide fu trascurabile, dal momento che né Toghrul né il suo successore Alp Arslan (r. 1063-1072) compaiono sulle monete shaddadidi dell'epoca. Nel 1062, Abu'l-Aswar ricevette una delegazione dall'emirato di Tbilisi, una roccaforte musulmana isolata all'interno dei regni georgiani cristiani. All'indomani della morte dell'emiro Ja'far ibn Ali, gli abitanti del posto avevano allontanato i suoi figli litigiosi e domandato ad Abu'l-Aswar di assumere le redini della loro terra natia. Il sovrano shaddadide era propenso ad accettare, ma il suo visir, Bakhtiyar ibn Salman, lo dissuase, avvertendolo che una tale azione avrebbe disperso le sue limitate forze. Dopo il rifiuto di Abu'l-Aswar, Tbilisi fu occupata dai georgiani, fino a quando non lì scacciò Alp Arslan nel 1068. Un simile sviluppo evidenziò i limiti sui reali margini di azione degli Shaddadidi, che furono ulteriormente confermati dall'invasione eseguita dagli Alani attraverso il passo di Darial nello stesso anno. In quella circostanza, più di 20 000 abitanti dell'Arran furono deportati via come schiavi, stando a quanto affermato da Münejjim Bashi. Per contrastare la minaccia alana, Abu'l-Aswar costruì un muro e un fossato intorno ai sobborghi (rabad) della sua capitale Ganja. Le porte fatte costruire da Abu'l-Aswar per questa nuova fortificazione furono trafugate dai georgiani sotto Demetrio I nel 1139, e sono ancora custodite presso il monastero di Gelati, nell'attuale Georgia. Nel 2012-2014, delle repliche delle porte originali sono state installate nel museo di archeologia ed etnografia di Ganja.
Con il passare del tempo, le relazioni di Abu'l-Aswar con il suo vicino, lo shirvanshah Fariburz I (r. 1063-1069), si deteriorarono in modo brusco. Le due dinastie erano legate da vincoli familiari, poiché il predecessore di Fariburz, Sallar (r. 1050-1063), era stato sposato con una figlia di Abu'l-Aswar, ma in seguito il sovrano shaddadide decise di scagliare una serie di incursioni nello Shirvan. Nella primavera del 1063, Abu'l-Aswar espugnò il castello di Quylamiyan, marciò verso la capitale dello Shirvan, Şamaxı e sconfisse le forze dello shirvanshah in battaglia. In seguito, ne saccheggiò l'accampamento e imprigionò la propria figlia, il tesoro del sovrano e il suo seguito. Pur essendosi più tardi ritirato ad Arran, a luglio tornò a Shirvan con l'intento di saccheggiarla. L'anno successivo invase di nuovo lo Shirvan e catturò alcune roccaforti, mentre le tribù curde locali passarono dalla sua parte. Dopo il suo ritorno a Ganja, nel giugno/luglio 1064 fu firmato un trattato di pace con lo shirvanshah, ai sensi del quale Abu'l-Aswar restituiva Quylamiyan in cambio di 40 000 dinar d'oro.
Nel 1064, il sultano selgiuchide Alp Arslan invase l'Armenia bizantina e si assicurò Ani. Lo stesso Abu'l-Aswar condusse delle razzie nella zona, catturando la non meglio identificato presidio di Wyjyn («uno dei più validi dell'Armenia», secondo Münejjim Bashi). Münejjim Bashi testimonia inoltre che Alp Arslan gli cedette il controllo di Ani; Ibn al-Athir attesta il trasferimento a un emiro dal nome ignoto, mentre Bardane di Arevel riporta che la fortezza fu concessa solo al figlio e successore di Abu'l-Aswar, Fadl II. Subito dopo il suo ritorno a Ganja e la dispersione del suo esercito, tuttavia, gli Alani attraversarono nuovamente il passo di Darial nell'ottobre del 1065 e, alleandosi con gli abitanti di Şəki, aggredirono l'Arran. A Şəmkir uccisero più di 200 volontari della jihad e fecero delle incursioni fino alle porte della stessa Ganja, prima di decidere di razziare i dintorni di Barda'a. Abu'l-Aswar e le sue truppe preferirono rimanere sotto la protezione delle città murate piuttosto che affrontare i razziatori sul campo, e gli Alani arrivarono fino al fiume Aras prima di tornare a nord, insieme ai prigionieri che avevano preso.
Abu'l-Aswar morì il 19 novembre 1067 e fu sepolto nella moschea principale di Ganja. Gli succedette il figlio maggiore, Fadl II, che aveva già annunciato come suo erede e al quale era stato prestato il giuramento di fedeltà (bayʿa) dalla famiglia shaddadide, dall'esercito e dal popolo di Arran. Oltre a Fadl, Abu'l-Aswar ebbe altri quattro figli: Ashot, Iskandar, Manuchihr e Marzuban, oltre a una figlia dal nome ignoto, la quale sposò lo shirvanshah Sallar.
Il regno di Abu'l-Aswar coincise con l'apice della dinastia shaddadide, malgrado il declino iniziò quasi subito dopo la sua morte: i Selgiuchidi rafforzarono la loro presa su Arran e sugli altri principati della regione, e Alp Arslan visitò Ganja di persona per estorcere un enorme tributo. Il regno di Fadl II fu travagliato, tanto a un certo punto fu catturato e trattenuto dai georgiani per otto mesi, ma sotto di lui si riuscì a conquistare Derbent. Fadl II venne rovesciato da suo figlio Fadl III nel 1073, che a sua volta fu deposto nel 1075 dal ghulam turco Sav Tegin, al quale i Selgiuchidi avevano assegnato il controllo di Arran e Derbent. Ciò pose fine al dominio della famiglia su Arran, ma un ramo cadetto, legaro al terzo figlio di Abu'l-Aswar, Manuchihr, continuò a governare Ani in veste di emiro, inizialmente come vassallo selgiuchide e poi georgiano. Quest'ultimo ramo degli Shaddadidi mantenne una precaria indipendenza fino alla scomparsa della dinastia, avvenuta nel 1200 circa.